# Малая Перещепина
Малая Перещепина (укр. Мала Перещепина) — село в Новосанжарском районе
Полтавской области Украины. Является административным центром Малоперещепинского сельского совета, в который, кроме того, входят сёла Великое Болото, Кустолово Первое, Маньковка и Пристанционное.
Код КОАТУУ — 5323483401. Население по переписи 2001 года составляло 2050 человек.

## Географическое положение
Село Малая Перещепина находится на краю нескольких больших болот, в том числе болото Великое. Вокруг села много небольших озёр, в том числе озёра Водопай, Хилково и Священное. К селу примыкает лесной массив (сосна).
К селу примыкают сёла Великое Болото и Пологи.
Рядом проходит железная дорога, станция Малая Перещепинская в 2-х км.

## История
Село основано в XVII веке переселенцами из Правобережной Украины, но первое упоминание об этом поселении относится к VI веку н. э., когда здесь кочевали древние болгарские племена. К тому же вблизи села выявлены остатки двух поселений поздней бронзы (XII—IX века до н. э.), а в 1912 году за селом найден знаменитый Перещепинский клад.
До XX века село называлось Перещепина.

## Экономика
- Комбинат по изготовлению стеклопакетов, филиал ЧП «Суматра».
- Агрофирма «Аршица».

## Объекты социальной сферы
- Школа им. М. А. Клименко.
- Детский сад.
- Амбулатория.

## Достопримечательности

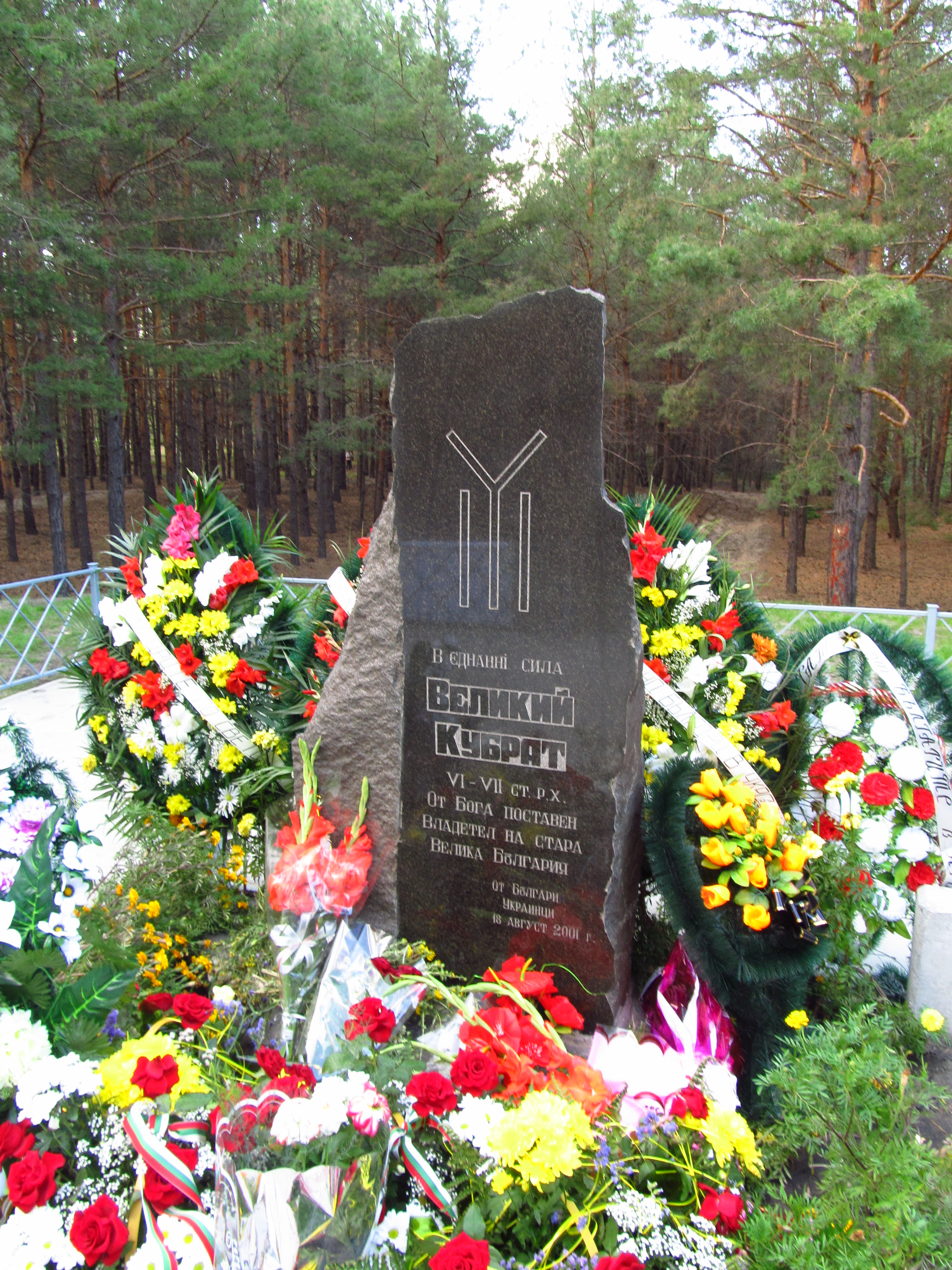
Памятный знак Хану Кубрату на месте его захоронения в селе Малая Перещепина

- Перещепинский клад[2] — византийские, древнеболгарские, персидские и аварские ценности были обнаружены у деревни Малая Перещепина в 1912 году подпаском, который споткнулся о золотой сосуд и свалился в могилу (предположительно) основателя Великой Болгарии — хана Кубрата.

## Религия
- Свято-Покровская церковь